# Minoterie Esterhazy
La minoterie Esterhazy est située à Esterhazy en Saskatchewan au Canada. La construction de la minoterie a commencé en 1904 et a été complétée en 1907. La minoterie Esterhazy est la dernière minoterie à charpente en bois toujours existante en Saskatchewan. La protection en tant qu'établissement de l'héritage provincial a été prononcée en 2005 et, le 8 juillet 2009, elle a été désignée lieu historique national du Canada.

## Annexe